# ツクバネ
ツクバネ（衝羽根、学名: Buckleya lanceolata）は、ビャクダン科ツクバネ属の落葉低木。雌雄異株 。山地に生え、他の樹木に半寄生する。

## 名称
和名ツクバネの由来は、実の先端に4枚の大きな苞が残り、その姿が羽根つきの衝羽根（つくばね）に似ているため、この名がある。

## 分布と生育環境
日本の本州・四国・九州（佐賀県・長崎県・大分県）に分布する。
ツガ、モミ、アセビなどが生育するやせた山地の林下、林縁に生育する。

## 特徴
落葉広葉樹の低木。ツガ、モミ、アセビなどに半寄生し、高さは1メートル (m) 前後の小さな株が多い。幹は直立するが、数多く分枝して水平に伸び、枝先はやや垂れ下がる。樹皮は淡灰褐色から灰白色である。一年枝ははじめ緑色で、古い枝は淡白灰色から赤褐色になる。老木では荒れた肌合いになる。
葉は対生し、葉身は長卵形から広披針形で長さ3 - 7センチメートル (cm) 、幅1 - 4 cmになり、先端は尾状に長くとがり、基部はくさび形になり、短い葉柄がある。葉の縁は全縁となるか芒状の細毛が生える。芽吹きのころの葉は、先端が赤茶色になる。
花期は晩春から初夏（5 - 6月ごろ）。雌雄異株であるが、雄株と雌株が隣り合って生育していることが多い。花は淡緑色で径約4ミリメートル (mm) と小さく目立たない。雄花は雄株に、雌花は雌株につく。雄花は枝先に集散花序につき、4裂した花被片が反り返り雄蕊が4個つく。雌花は雌株の枝先に1個だけつき、雄蕊は無く、葉状の細長い苞が4個つき、花被片は早く脱落する。子房は下位で短い花柱がある。
果期は10月。果実は長さ7 - 10 mmの卵円形で、その先端には花の後に長さ3 cmほどに大きくなった苞が残り、羽根つきの羽根に似る。果実は冬に熟す。
冬芽は長卵形で褐色をしており、11 - 14枚の芽鱗に包まれている。枝先には仮頂芽がつき、側芽は枝に対生する。葉痕は半円形で維管束痕が1個つく。
- 春の雌花。
- 雄花序。
- 枝先は分枝してやや垂れ下がる。
- 若い果実の先端。葉状の苞が4個つく。
- 果実。落下する時、羽根つきの羽根のようにクルクル回転する。

## 利用
若葉は食用にできる。また若い果実も塩漬けにして食用にできる。